# 宋澄
宋澄（1432年—？），字惟清，福建興化府莆田縣人，民籍，明朝政治人物。進士出身。

## 生平
福建鄉試第四十九名。景泰五年（1454年）甲戌科會試第一百一十六名，殿試登進士第三甲第一百六十七名。

## 家族
曾祖父宋彥明。祖父宋回。父亲宋崇圭。